# Zeebo
Zeebo é um console de videogame criado pela Zeebo Inc., uma empresa com sede em San Diego e que havia sido criada pelas empresas Tectoy e Qualcomm, além de envolver parceria de empresas de sete diferentes países: Brasil, Estados Unidos, Argentina, China, Israel, Japão e França. O console era fabricado pela Tectoy na Zona Franca de Manaus e foi lançado dia 25 de maio de 2009 no Brasil com o preço de R$ 499,00. Em setembro do mesmo ano seu preço caiu para R$ 399,00 e ainda em novembro do mesmo ano o preço caiu novamente para R$ 299,00. A primeira versão do console vinha acompanhado de três jogos na memória, FIFA Soccer 09, Need for Speed: Carbon, Treino Cerebral, e mais 3 jogos para download gratuito, Prey Evil, Quake e Quake II.

## Características
O Zeebo foi o primeiro console de mesa a não usar nenhum tipo de mídia física para a comercialização de jogos. Eles eram disponibilizados por download através da rede 3G wireless ZeeboNet 3G e armazenados na memória interna do videogame. Essa rede era sem fio e própria do console, onde o jogador não precisa utilizar modem, acesso a banda larga ou mesmo pagar qualquer mensalidade para utilizar o serviço. Ao console ser ligado, ele automaticamente se conectava a esta, disponível em todos os locais onde houvesse cobertura de rede 3G. Esta tecnologia também permitia que o videogame recebesse atualizações gratuitas, enviadas ao jogador através de downloads automáticos que ocorriam enquanto o aparelho estava em modo stand-by ou ao acessar a loja para download de jogos.
O aparelho possuía três entradas USB 2.0 (sendo duas na frente e uma atrás), uma entrada Mini USB atrás e uma entrada para cartão SD na frente. A conectividade com a televisão era feita através do cabo AV.
A maioria dos jogos disponíveis eram versões mobile readaptadas para a nova resolução VGA de 640x480 (através de ampliação de texturas e inclusão de modelos mais detalhados). Já outros foram criados exclusivamente para o sistema Zeebo, como os jogos das séries Zeebo Extreme e Boomerang Sports (relançada em 17 de agosto como Zeebo Sports), a primeira voltada para os jogos radicais e a segunda para jogos tradicionais com bola. Os preços dos jogos variavam entre R$ 9,90 e R$ 29,90.

## História
De acordo com a Tectoy, a ideia do console surgiu em 2006 por Reinaldo Normand que procurou patrocinadores para o projeto nos Estados Unidos e ajudou a formar uma pequena divisão da Tectoy com sede nos EUA, sendo chamada de Tectoy of America. Ao mesmo Mike Yuen, diretor sênior da Qualcomm teve uma ideia com o mesmo conceito enquanto trabalhava com Dave Durnil, director de engenharia da Qualcomm que desenhou e contruiu o primeiro protótipo de 3G wireless para jogos. Então os dois acabaram se conhecendo e foi especulado o projeto Genie, que seria uma parceria entre as duas empresas além de outras. A Qualcomm decide financiar o projeto e a Tectoy of America torna-se Zeebo Inc. em março de 2008. Em novembro do mesmo ano a Tectoy anuncia oficialmente o nome do console programado para ser lançado no primeiro trimestre, junto com suas especificações técnicas, descrição sobre a ZeeboNet, o anúncio de 6 jogos e o seu preço de lançamento de R$ 599,00. Normand passa a integrar o grupo responsável por projetos mundiais. Dave Durnil torna-se consultor de engenharia da Zeebo Inc. Yuen saiu da Qualcomm e foi nomeado vice-presidente sênior e CEO da Zeebo em agosto de 2009.

### 2009
No dia 25 de maio de 2009 o console é lançado exclusivamente na cidade do Rio de Janeiro, para teste do console no mercado, e em algumas lojas online do Brasil  pelo preço de R$ 499,00, abaixo do divulgado anteriormente. O console traz consigo 3 jogos na memória (FIFA Soccer 09, Need for Speed: Carbon e Treino Cerebral) e mais 3 para download gratuito (Prey Evil, Quake e Quake II).
Em 25 de setembro a Tectoy anuncia a sua primeira queda no preço do console, que passa a custar R$ 399,00.
Em 4 de novembro o Zeebo foi lançado oficialmente no México, com um preço sugerido de $ 2.499,00. O console foi disponibilizado em mais de 2000 estabelecimentos mexicanos, trazendo novos recursos que incluem um novo gamepad e um teclado para a navegação na internet. A versão mexicana contou com cinco jogos gratuitos na memória e uma hora de acesso a internet.
Em 16 de novembro, o console recebe uma diminuição de preço no mercado brasileiro, baixando de R$399 para R$299. O preço surgiu na mesma data em que foi lançado em lojas físicas de todo o Brasil.
O console fechou o ano de 2009 com 29 jogos lançados no Brasil.

### 2010
O Zeebo sofria com a falta de lançamentos e com poucos títulos em seu catálogo, até que no mês de abril foram lançados 7 jogos de uma única vez, todos clássicos de arcade da Data East. Ficou claro que a Tectoy teve a intenção de agradar também o público mais velho.
No dia 15 de junho de 2010, são retirados do catálogo do Zeebo dois dos jogos que já vinham pré-instalados no consoles gratuitamente, foram eles Quake e Quake II, ambos publicados pela id Software e portados pela Tectoy Digital para o Zeebo, este dia marcou o início da redução na quantidade de jogos catálogo do console. Tal situação seria repetida a alguns dias mais tarde, em 21 de julho, quando novamente a Zeebo Brasil confirmaria, através de seu Twitter oficial, a retirada de mais um jogo, dentre os pré-instalados no console, do catálogo do Zeebo. O jogo da vez foi Need for Speed Carbon: Own the City, publicado pela EA Games e portado também pela Tectoy Digital. Em 17 de agosto a série Boomerang Sports foi relançada como Zeebo Sports, ainda composta por 4 jogos só que agora compatíveis com o Boomerang e com o Z-Pad.
No dia 1 de setembro é realizada uma coletiva de imprensa da Zeebo Brasil para apresentação do novo posicionamento do Zeebo no mercado e lançamento de um novo modelo do console, agora com acesso a internet, redes sociais, chats, um novo controle o Zeebo Dragon e um teclado, semelhantes ao do modelo lançado no México. Este novo modelo manteve o mesmo preço do anterior e contava com nova embalagem e novos jogos pré-instalados: Treino Cerebral, Boomerang Sports: Vôlei e Zeebo Extreme: Bóia Cross. Também foram anunciadas duas importantes parcerias com a Mauricio de Sousa Produções e com a Disney Interactive Studios para desenvolvimento de conteúdo licenciado para o Zeebo.
Em 27 de outubro, a Zeebo Inc. anuncia a entrada do Zeebo no mercado chinês, onde o foco principal será a TV Digital e a distribuição de conteúdo em Alta Definição em parceria com a China Digital TV Holding Co., Ltd., ou simplesmente China Digital TV. Foram demonstradas duas aplicações, Blue Sea School e Fish vs. Pirates, que estão sendo desenvolvidas ela empresa chinesa Nebula Soft., e uma versão exclusiva do jogo Boomerang Sports: Tênis, desenvolvida no Brasil pela Zeebo Interactive Studios. No mesmo dia, a Zeebo Brasil anuncia mais uma mudança no catálogo do Zeebo. Desta vez o jogo retirado do catálogo foi Prey Evil, e o jogo que passou a estar disponível para download gratuito (custando 10 Z-Credits), no modelo antigo do console, foi Zeebo Extreme: Bóia Cross.
O console fechou o ano de 2010 com 28 jogos lançados no Brasil.

### 2011
Em 31 de maio de 2011, a Zeebo Brasil anunciou, em seu blog, o fim das operações no Brasil. Segundo a empresa todos os jogos sofreriam redução de preço e a ZeeboNet 3G permaneceria ativa até 30 de setembro. Ainda segundo a empresa, os serviços de garantia seriam mantidos, segundo as exigências da lei brasileira.. No mesmo dia, na ZeeboNet 3G, uma mensagem no detalhe do jogo Turma da Mônica em Vamos Brincar Nº 1 informava que o jogo seria retirado no final do dia.
Também em 31 de maio, a Zeebo Inc. anunciou o encerramento das suas atividades no México nas mesmas condições aplicadas no Brasil, a loja virtual daquele país permaneceria ativa até 30 de setembro e haveria redução de preços nos jogos.
A Zeebo Inc. publicou em seu site oficial que estava trabalhando em uma nova plataforma usado o sistema Android para o lançamento em 2012,
, o que não aconteceu. De acordo com Reinaldo Normand, o uso do sistema Android chegou a ser cogitado em 2009, porém, o projeto teria que começar do zero e desagradaria a Qualcomm.

## Hardware
|                              | Qualcomm | ARM 11 / QDSP-5 |
| Frequência de clock: 528 MHz | Lisura:  |                 |
| Barramento:                  |          |                 |

|                                                           | Qualcomm | ATI Imageon |
| - Capacidade Gráfica: 4 milhões de triângulos por segundo |          |             |

| Canais de áudio: 8                                       |
| - Formatos Suportados: MP3, ADPCM, MIDI, PCM, CMX, QCELP |

|                          | Download |
| Capacidade normal: 50 MB |          |

| Peso: 1,3 kg | \| 157 mm \| 4 mm \| 215,4 mm \| \| largura \| altura \| profundidade \| |              |
| 157 mm       | 4 mm                                                                     | 215,4 mm     |
| largura      | altura                                                                   | profundidade |

| 157 mm  | 4 mm   | 215,4 mm     |
| largura | altura | profundidade |

## Empresas

### Zeebo Inc.
Zeebo Inc. é uma joint venture fundada em 2007, através de uma parceria entre Qualcomm e Tectoy S.A., sobre a já existente Tectoy of America. A empresa é baseada em San Diego, Califórnia.

### Zeebo Brasil
A Zeebo Brasil S/A é uma subsidiária da Zeebo Inc., com participação acionária da Tectoy S.A., responsável pela gestão dos assuntos relacionados ao Zeebo no Brasil e a distribuição do console em território nacional que foi criada em 13 de outubro de 2010 pela Tectoy S.A..

### Zeebo Interactive Studios
Também conhecido como ZIS, é um estúdio subsidiado pela Zeebo Inc., localizado em Campinas - São Paulo, que desenvolve jogos, títulos educacionais, aplicações e software exclusivamente para sistemas Zeebo no Brasil, México e outros mercados Zeebo ao redor do mundo. O estúdio, que foi criado em 2010 com a compra da Tectoy Digital, emprega cerca de cinquenta profissionais entre produtores, programadores, artistas, designers e especialistas em controle de qualidade. Além da criação original de propriedade intelectual, o Zeebo Interactive Studios também desenvolve novos conteúdos baseados em licenças de terceiros e localiza conteúdos criados para outras plataformas de hardware para o sistema Zeebo.

### Zeebo México
A Zeebo México é uma subsidiária da Zeebo Inc. responsável pela gestão dos assuntos relacionados ao Zeebo no México, o marketing e a distribuição do console naquele território que foi criada em 2009 pela Zeebo Inc..

### Zeebo China
A Zeebo (Shanghai) Information Technology Co., Ltd., ou simplesmente Zeebo China, foi criada em 28 de outubro de 2010 para desenvolver conteúdo exclusivo para o mercado Chinês em parceria com empresas locais como a China Digital TV Holding Co., Ltd. e a Nebula Soft.. Além de ser a responsável pelos negócios relacionados ao Zeebo naquele país.

### Zeebo India
A Zeebo Inc., em parceria com a Educomp Solutions Limited, criou a joint venture Zeebo India em 2011. Esta empresa de capital fechado com escritórios em Nova Deli, teria como foco principal a adaptação de conteúdo relevante para ser usado como fonte de entretenimento digital e de ensino nas escolas indianas.

## Z-Credits
Z-Credits, a moeda do Zeebo, é utilizada para a compra de jogos diretamente com o servidor da Tectoy, com a conexão ZeeboNet 3G. Atualmente, os modos de aquisição de Z-Credits são: Cartão de crédito (Visa ou Mastercard), boleto bancário, débito em conta e aquisição de créditos via lan house autorizada. Ainda, há a previsão de que os Z-Credits sejam vendidos em 3 cartões pré-pagos diferentes: de 2000 Z-Credits (R$20,00), 3000 Z-Credits (R$30,00), e de 5000 Z-Credits (R$50,00). Como exemplo, atualmente, os jogos que custam R$9,90, são vendidos por 990 Z-Credits, como Action Hero 3D, que é um dos jogos mais baratos do console . A produtora ressalta que o console será voltado aos mercados emergentes, venda onde a pirataria é extrema e afasta a presença de alguns dos principais produtores de games do mundo.

## Desenvolvimento
A Zeebo SDK foi distribuído gratuitamente através do site oficial e sua programação é baseada no BREW SDK e em OpenGL ES, o Zeebo roda na placa Adreno 130 Graphics Core da Qualcomm. O BREW SDK Pode ser adquirido no site da Qualcomm, mediante o licenciamento junto com a Qualcomm.

## Preços, datas do lançamento e Rede 3G
| Brasil | R$ 299       | $172         | 25 de maio de 2009    | Claro        | R$ 99       |
| México | MXN$ 1,999   | $159         | 4 de novembro de 2009 | Telcel       | Não lançado |
| China  | Desconhecido | Desconhecido | 27 de outubro de 2010 | China Unicom | Não lançado |

## Acessórios

### Z-Pad
É o controle padrão do modelo antigo do console, consiste em um direcional digital, dois direcionais analógicos, e mais sete botões (1, 2, 3, 4, ZR, ZL e Home). É muito semelhante ao Classic controller do Nintendo Wii.

### Zeebo Dragon
Segue o mesma configuração e disposição de botões do Z-Pad tradicional, entretanto é muito mais anatômico e leve. É o mesmo gamepad lançado no México em 2009 e é muito similar ao Dualshock do PlayStation.

### Boomerang

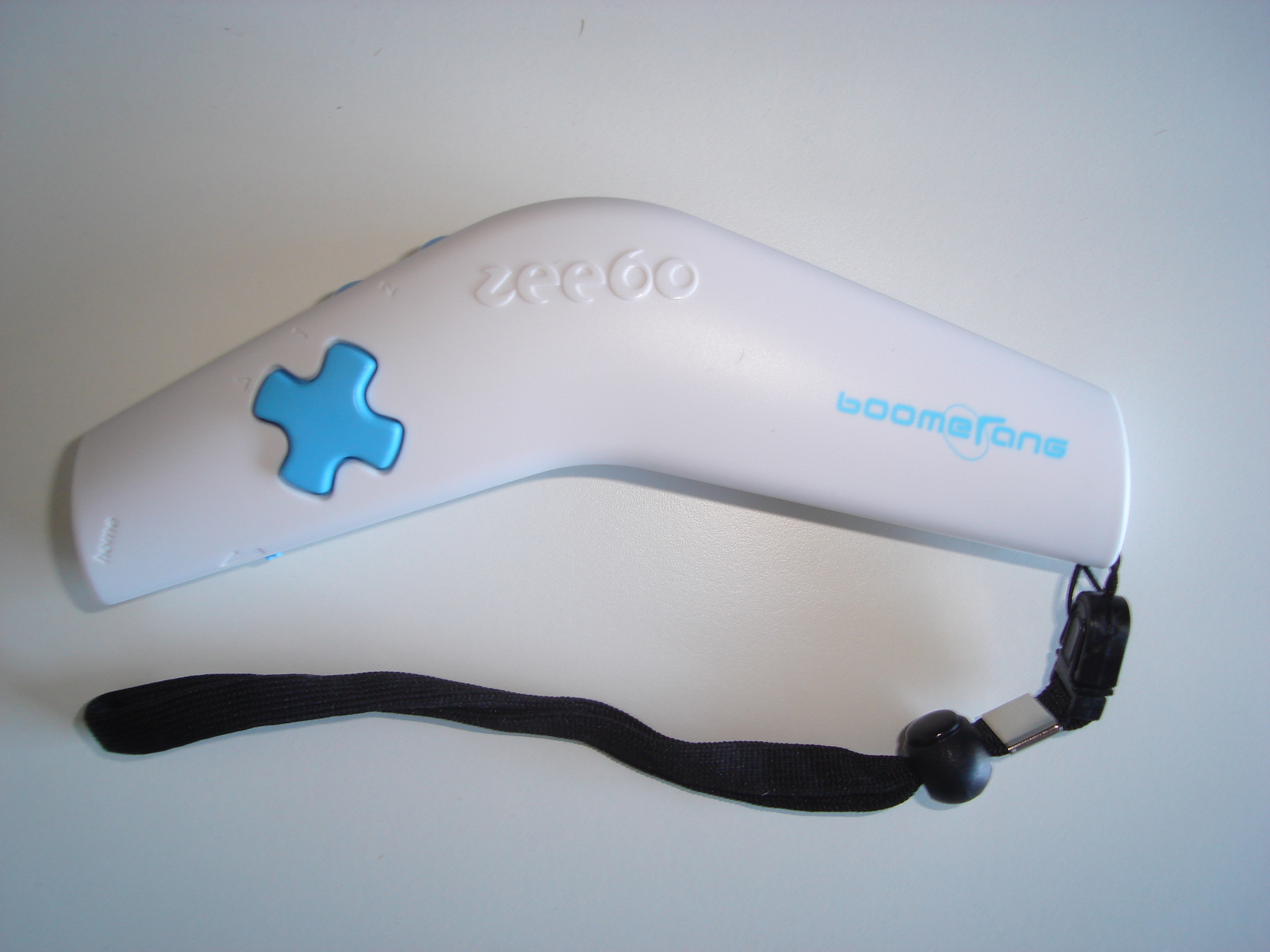
O controle Boomerang

O Boomerang é um controle sem fio que contém um sensor de movimentos. Ele é composto de um direcional digital, dois botões (1 e 2) e um botão Home, requer 2 pilhas AA para o funcionamento.

### Teclado
Um teclado que acompanha o console no México e no Brasil, seu uso é feito para a navegação em sites educativos e de comunicação.

### Cartão de Memória
Existe uma entrada para cartões SD e SDHC, porém era inativa e nunca houve uma atualização. De acordo com entrevistas da Zeebo Inc., no futuro, cartões SD poderiam suportar músicas MP3, filmes e fotos, que rodariam diretamente na televisão em que o console Zeebo foi conectado.

## Aplicativos

### Canais Zeebo
Eram canais family-friendly escolhidos pela própria Zeebo Inc. para serem acessados rapidamente pelo menu. Para ter acesso a estes, era necessário pagar uma taxa para o uso da Internet 3G. Estavam incluídos canais de relacionamento, notícias, esportes, entretenimento, entre outros. Era possível incluir novos sites que não estejam nos Canais Zeebo pelo próprio console, que enviava uma mensagem para a Zeebo Inc. para análise e inclusão do mesmo nos Zeebo Canais.. A navegação da internet era possível através da aquisição de créditos. 2 horas custavam R$3,90 e 4 horas, R$ 5,90.

### Zeebo Clube
Era a central de informações do Zeebo e Conta com dicas, notícias e promoções de jogos, além de aparentemente proporcionar um ambiente para troca de informações entre usuários.

### Z-Social
Era um aplicativo de chat que possui integração com serviços e redes sociais como Twitter, Myspace, Facebook, Gmail e Gtalk e e chats. Houve promessa de contar com Orkut na sua lista de redes sociais, porém não ocorreu.

### Zeeboids
Zeeboids era um aplicativo de criação de avatares personalizados. Os jogadores podiam utilizar os personagens criados em jogos como Zeebo F.C. Foot Camp e participar de rankings online. Semelhantes aos Miis de Nintendo Wii

### Zeebo Apuntes
Era uma aplicação web lançada no México em 8 de setembro de 2010 para auxiliar os usuários do Zeebo nos estudos. A aplicação possuía material de apoio em matérias como: História, Espanhol, Arte, Geografia, Física, Química, Biologia e Matemática. Ele gerenciava as tarefas a serem feitas e também as notas de estudo.

## Jogos

### Tamanho dos jogos
Para desenvolvedores os jogos eram classificados em 3 categorias, de acordo com o tamanho:
- Mínimo (Low Price Category) - Para jogos casuais, com tamanho máximo de 8 MB;
- Padrão (Standard Price Category) - Jogos intermediários, com tamanho máximo de 25 MB;
- Prêmio (Premium Pricing Category) - Jogos complexos, com tamanho máximo de 50 MB.

### Relação com investidores
- Tectoy: A Tectoy (conhecida anteriormente por Tec Toy) é uma empresa brasileira de videogames e eletrônicos. A empresa faz parte da Abragames (Associação Brasileira das Desenvolvedoras de Jogos Eletrônicos)
- Ações na Bolsa de Valores do Brasil (Bovespa): Código: TOYB3 e TOYB4
- Zeebo: Zeebo Inc. é o novo nome da Tectoy da América, fundada em 2007 pela Tectoy S.A., em San Diego, Califórnia. Qualcomm agora controla 43% da companhia, enquanto a Tectoy fica com os restantes 57%.
- Ações da empresa Qualcomm da Bolsa Norte Americana(Nasdaq): Código NM QCOM.